# 銅川路駅
座標: 北緯31度15分9.25秒 東経121度23分33.91秒 / 北緯31.2525694度 東経121.3927528度
銅川路駅（どうせんろえき）は中華人民共和国上海市普陀区真如鎮街道、大渡河路と銅川路の交差点に位置する、上海軌道交通14号線と15号線の乗換駅である。15号線は2021年1月23日、14号線は2021年12月30日に開業した。

## 駅構造

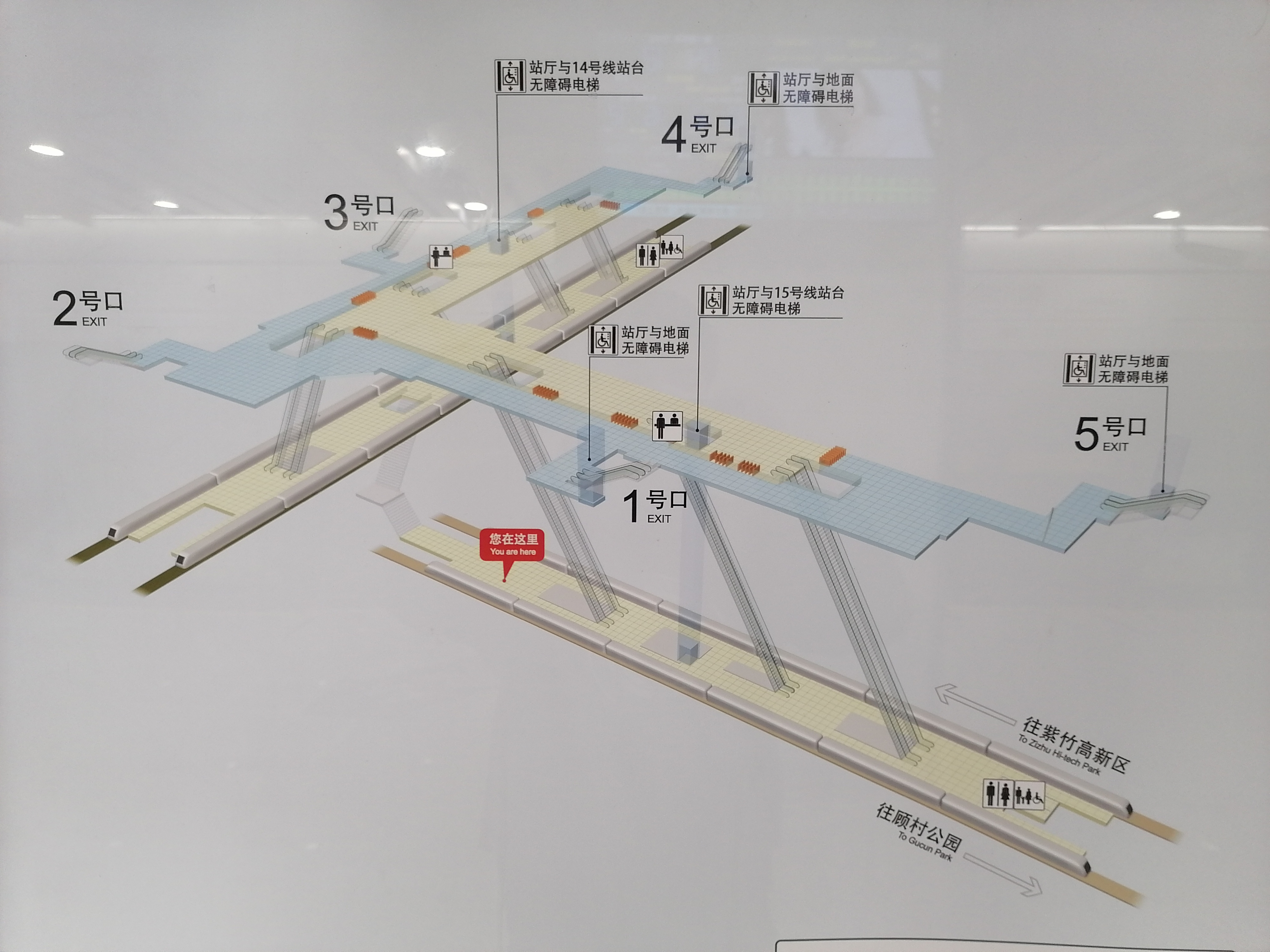
銅川路駅駅構造立体図

銅川路駅は14号線と15号線の乗換駅で、それぞれ島式ホーム1面2線を有する。

### のりば
| ホーム                  | 路線   | 行先           |
| ----------------------- | ------ | -------------- |
| 14号線ホーム（地下2階） |        |                |
| ①                       | 14号線 | 封浜方面       |
| ②                       | 14号線 | 桂橋路方面     |
| 15号線ホーム（地下3階） |        |                |
| ③                       | 15号線 | 紫竹高新区方面 |
| ④                       | 15号線 | 顧村公園方面   |

## 駅出口
銅川路駅には5箇所の出口がある。
- 1号出口 - 大渡河路東側
- 2号出口 - 銅川路南側、大渡川路東側、華東師範大学第二附属中学（普陀校区）
- 3号出口 - 銅川路南側、上海市普陀区人民政府
- 4号出口 - 銅川路北側、普陀区図書館
- 5号出口 - 大渡河路西側、上海市体育宮

## 歴史
- 2021年1月23日 - 15号線開業。
- 2021年12月30日 - 14号線開業。

## 隣の駅
上海軌道交通
 14号線
真光路駅 - 銅川路駅 - 真如駅
 15号線
上海西駅駅 - 銅川路駅 - 梅嶺北路駅